# Urania Quartett

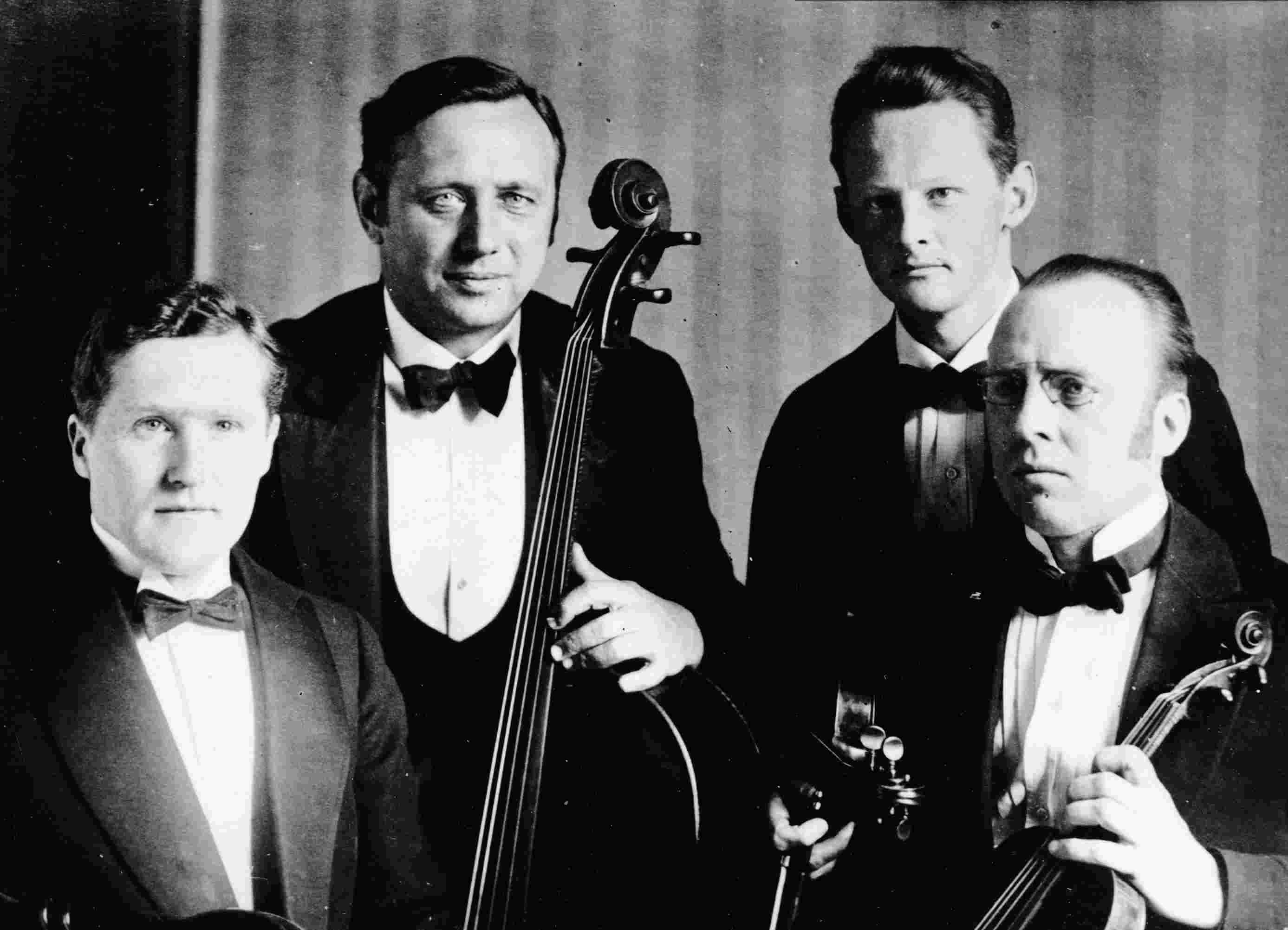
Das Urania Streichquartett v. l. n. r.: Viktor Stephanides (Viola), Hans Kortschak (Violoncello), Gerhart Ilming (2. Geige), Rudolf Wagner (1. Geige)

Das Urania Quartett (auch: Urania Streichquartett) war ein österreichisches Streichquartett im frühen 20. Jahrhundert.

## Volksbildungshaus Grazer Urania
Da die Stadt Graz nach dem Ersten Weltkrieg ökonomisch und kulturell von den ehemaligen Kronländern der Habsburgermonarchie abgeschnitten war, besuchten allenfalls Künstler aus Wien die Landeshauptstadt. Die lange Fahrt über den Semmering-Pass bedeutete beträchtliche Fahrtkosten und die „Vergeudung“ mindestens eines Tages für die Anreise nach Graz, sodass Künstler, die sich für Konzerte in Graz zur Verfügung stellten, relativ hohe Gagen forderten. Die weitere Folge war, dass die Eintrittskarten so teuer wurden, dass man schon damals von sogenannten „Elitekonzerten“ sprach.
Das Volksbildungshaus Grazer Urania war nach dem Vorbild der Wiener Urania im Februar 1919 gegründet worden. Intention dieser Vereinigung war es, Kunst und Kultur, in diesem Fall Kammermusik, einer breiteren Öffentlichkeit zu erschwinglichen Preisen anzubieten. Diese Preisgestaltung war aber nur mit einheimischen Künstlern möglich, die auch bereit waren, für eine geringe Gage (oder auch bisweilen unentgeltlich) ihr künstlerisches Können zur Verfügung zu stellen.
So schrieb Otto Hödel: „Wenn nicht das unter dem Namen ‚Urania‘ bekannte Volksbildungsinstitut in den verschiedenen Städten auch die Pflege heimischer Musik auf sich genommen hätte [...], wäre das Musikleben Österreichs nach dem Krieg tatsächlich vollständig gestorben.“

## Geschichte des Urania Streichquartetts
Im Jahre 1919 „[...] wurde die Gründung eines Urania-Quartetts eingeleitet“.
Gegründet wurde dieses Streichquartett von Leopold Suchsland, einerseits um zur Vermittlung volkstümlicher Veranstaltungen ein ständiges Ensemble bereitzuhaben, andererseits war es ihm leichter möglich, die eigenen Kompositionen an die Öffentlichkeit zu bringen. 
Bereits im ersten Arbeitsjahr wurden sechs verschiedene Programme einstudiert, von denen jedes mindestens einmal wiederholt wurde.

## Das Aufführungsjahr 1920/21
Ein wörtliches Zitat aus der musikwissenschaftlichen Arbeit von Frau Kornberger:

„In diesem Arbeitsjahr wurden insgesamt sieben neue Programme einstudiert, der erwähnte Schubertabend wurde dreizehn Mal (!) gegeben, und das in einem Zeitraum von nicht einmal 3 Monaten [...] Auch die auswärtigen Kammermusikabende wurden ausgedehnt, in diesem Jahr spielte das Urania–Quartett in den Orten Gleisdorf zweimal, Hartberg, zweimal in Kapfenberg, zweimal in Fürstenfeld, Deutschlandsberg, Stainz, Fohnsdorf und Mürzzuschlag, also insgesamt elf auswärtige Konzerte, bei denen verschiedene Programme zur Aufführung gebracht wurden [...] Daneben wurden auch sogenannte Schüleraufführungen gegeben, d. h. die einstudierten Programme wurden von Schülern aufgeführt, in diesem Falle waren es vier Mal der Mozart-, zweimal der Haydn- und einmal der Schubert-Abend.“

Am 19. März 1922 wirkte das Urania–Quartett erstmals bei einer Wohltätigkeitsveranstaltung der Sozialen Bereitschaft, einem 1920 von Mila Radkovic gegründeter Wohltätigkeitsverein, mit. Im Laufe der Jahre wurde das Urania–Quartett immer wieder von dieser Vereinigung zu diversen Veranstaltungen herangezogen.

## Die Besetzung
- Karl Baltz Baltzberg (1. Violine)
- Erwin Hassack (2. Violine)
- Rudolf Glinschek (Viola)
- Hans Kortschak (Violoncello)

Ein Jahr später wurde die 1. Violine mit Rudolf Wagner (Musiker, 1884), die 2. Violine mit Gerhart Ilming besetzt. 